# Gouvernement de l'Uttar Pradesh
Le Gouvernement de l'Uttar Pradesh est un organe démocratiquement élu en Inde.
Selon la constitution il est dirigé par un gouverneur. Le gouverneur de l'Uttar Pradesh est nommé pour une période de cinq ans et nomme le Premier Ministre et son Conseil des ministres, qui sont investis de pouvoirs législatifs. 
Le gouverneur est un chef de cérémonie de l'État, tandis que le premier ministre en chef et son conseil sont chargés de fonctions gouvernementales exécutives.

## Législature
L'Uttar Pradesh est l'un des six états de l'Inde bicaméraux.
Il a deux chambrrs: la Vidhan Sabha, (l'assemblée législative) et la Vidhan Parishad, (le conseil législatif).

### L'assemblée législative (Vidhan Sabha)
C'est la chambre basse.
Ses 403 membres sont élus au suffrage direct par les citoyens de l'Uttar Pradesh. 
Le gouvernement est formé par les membres élus de l’assemblée.
Les élections législatives ont lieu tous les cinq ans. Si le gouvernement perd la confiance de l'assemblée on organise des élections anticipées.

### Le conseil législatif (Vidhan Parishad)
Cette chambre haute a 108 sièges.